# Cesja należności
Cesja należności – jeden ze sposobów zabezpieczenia zwrotu określonej wysokości środków finansowych (najczęściej kredytu, ale także funduszy finansujących kontrakty), polegający na przekazaniu należności kredytobiorcy przez osobę trzecią na rzecz danego banku. 
Przedmiotem tej cesji może być każda wierzytelność, jeśli nie regulowane to jest w odmienny sposób w ustawie bądź poprzez umowę stron. Każdy kredytobiorca ma obowiązek polecić swemu dłużnikowi, by przekazał należne mu kwoty do danego banku, który może następnie je przeznaczyć na spłatę całego długu.
Rodzaje cesji należności:
- jawna - dłużnik jest informowany przez kredytobiorcę o zmianie wierzyciela (z kredytobiorcy  do banku),
- cicha - dłużnik nie dostaje informacji o zmianie wierzyciela. Cesja cicha jest wykorzystywana, gdy kredytobiorca banku nie chce ryzykować utraty reputacji u dłużnika (wykorzystanie cesji należności w przedsiębiorstwie może być oznaką słabej kondycji, gdyż nie ma lepszych składników majątku do spłaty długu).

## Strony cesji wierzytelności
Stronami umowy cesji wierzytelności są:
- cedent, czyli osoba, która przekazuje prawo do wierzytelności, w tym roszczenia o zaległe odsetki, osobie trzeciej;
- cesjonariusz, czyli osoba, która nabywa prawo do wierzytelności w drodze umowy cesji wierzytelności[3][4].